# Ozařovací pole
Ozařovací pole je termín používaný v radioterapii. Je to ozařovaná oblast při radioterapii o různých tvarech. Geometricky může být záření při radioterapii rozděleno do několika ozařovacích polí, lišících se podle geometrického tvaru nebo intenzity záření. 
Při radioterapii zpravidla chceme ozařovat pouze cílový objem (poškozenou tkáň) a zdravou tkáň chceme ušetřit zbytečného ozáření. Proto se používají různé "usměrňovače" svazku záření jako např. klíny, bolusy a kompenzátory. 

## Způsoby modifikace svazku ionizujícího záření

### Klíny (klínové filtry)
Klíny se používají např. pro kompenzaci různé tloušťky ozařované tkáně. Využívají se také v kombinaci dvou klínů. Nejčastěji se používají pro korekci chybějící tkáně, nehomogenity dávkové distribuce (vyrovnání izodóz = šikmý dopad záření) nebo naopak k cílené deformaci izodóz. Rozdělují se na mechanické klíny a dynamické klíny. 
Mechanické klíny se vyrábí z materiálů jako je olovo nebo ocel. Jejich umístěním do ozařovacího pole se sníží intenzita svazku.  
Dynamické klíny jsou realizovány pohybem sekundární clony. Pro deformaci izodózy tím se daný blok definovaně pohybuje v ozařovacím poli a tím vytváří šikmý dopad záření na ozařovanou tkáň.  

### Kompenzační bolusy
Bolusy jsou tkáňově ekvivalentní, vhodně tvarované materiály, které se přikládají do vhodného místa na kůži pacienta nebo se vkládají mimo povrch do ozařovacího svazku. Jsou využívány k vyrovnání nepravidelného (zakřiveného) tvaru tkání a jejich cílem je dosažení optimální dávkové distribuce v ozařovaném objektu.
Vlastnosti takových materiálů pro bolusy musí být tkáňová ekvivalence, nedráždivost, flexibilita, nehořlavost a další. 

### Kompenzátory
Mají podobný účel jako bolusy, ale nepřikládají se na povrch kůže pacienta, ale cca 15-20 cm od pacienta. Tím pádem se mohou vyrábět z tkáňově neekvivalentního materiálu jako např. z olova.